# Gregorio Mata
Gregorio Mata fue un abogado y político peruano.
En 1829 fue elegido senador por el departamento de Junín y fue reelegido en 1832.
Mata figura en los calendarios elaborados por José Gregorio Paredes como juez de primera instancia ausente, en 1833, en Huánuco. En 1834, vuelve a figurar como juez activo. En 1837, también ejerce el cargo para Huamalíes. No aparece en los calendarios posteriores a este año.